# Wilhelm Brass
Wilhelm Brass (* 14. April 1926 in Köln; † 8. Oktober 2011 in Porto Alegre (Brasilien)) war ein deutscher Veterinärmediziner und Hochschullehrer.

## Leben
Wilhelm Brass kämpfte ab 1944 im Zweiten Weltkrieg an der Westfront und geriet dort in US-amerikanische Kriegsgefangenschaft. Nach dem Krieg studierte Brass Veterinärmedizin in Hannover. 1947 wurde er Mitglied des Corps Hannoverania Hannover. 1951 wurde er mit der Dissertation Über das Verhalten des weißen Blutbildes nach der Nahrungsaufnahme bei Pferden promoviert. 1958 habilitierte er sich und wurde zum Privatdozenten für Experimentelle Therapie und Kleintierkrankheiten an der Klinik für Kleine Haustiere in Hannover ernannt. Ab 1959 lehrte er für fünf Jahre als Gastprofessor an der Bundesuniversität von Rio Grande do Sul in Porto Alegre. Von 1965 bis 1988 war er Direktor der Klinik für Kleintiere der Stiftung Tierärztliche Hochschule Hannover. 1977 übernahm der passionierte Jäger die ehrenamtliche Leitung des Instituts für Wildtierforschung, das 1980 als An-Institut ausgegliedert wurde. Brass behielt die Leitung bis zu seiner Emeritierung 1988. Er war von 1989 bis zum Februar 2011 Präsident der wissenschaftlichen Kommission der Fédération Cynologique Internationale, der er seit 1980 angehörte Schwerpunkt seiner Arbeit dort war die internationale Einführung von Tests auf Hüftgelenksdysplasie sowie die Standardisierung der Ausführung der entsprechenden Röntgenaufnahmen und ihrer Auswertung. Brass erhielt für seine Verdienste um die deutsche und internationale Kynologie zahlreiche Auszeichnungen, darunter die höchste Auszeichnung des VDH, die VDH-Ehrennadel in Gold mit Kranz und Brillant, die ihm am 1. Juni 1997 verliehen wurde. Mit mehreren brasilianischen Universitäten war er eng verbunden.

## Auszeichnungen
- mehrere Ehrendoktorwürden
- 1989: Ehrenmitgliedschaft im Verein für Deutsche Schäferhunde (SV)[7]
- 1994: Ehrenmitglied des wissenschaftlichen Beirates des Verbandes für das Deutsche Hundewesen (VDH)[2]
- 1997: VDH-Ehrennadel in Gold mit Kranz und Brillant (höchste Auszeichnung des VDH)[2]

## Schriften
- Über das Verhalten des weißen Blutbildes nach der Nahrungsaufnahme bei Pferden, Hannover 1951 (zugleich Dissertation Tiermedizinische Hochschule Hannover 1951)
- Experimentelle Untersuchungen zur Bekämpfung des Schocks. In: Zentralblatt für Veterinärmedizin. Bd. 5. 1958, H. 6, S. 515–574, Parey, Berlin/Hamburg 1957 (zugleich Habilitationsschrift Tiermedizinische Hochschule Hannover 1958)
- Kompendium der Kleintierkrankheiten, Schaper, Hannover 1975, ISBN 3-7944-0057-7
- mit Horst Schebitz: Operationen an Hund und Katze, Parey, Berlin/Hamburg 1985, ISBN 3-489-67516-9
- mit Hanns-Jürgen Wintzer (Hrsg.): Horst Schebitz: Allgemeine Chirurgie für Tierärzte und Studierende: mit 20 Tabellen, Parey, Berlin/Hamburg, 2. Auflage 1993, ISBN 3-489-57916-X
- Veterinária: Uma  Parceria Universitária e o Seu Efeito Multiplicador, Übersetzung aus dem Deutschen von Peter Naumann. In: Manoel André da Rocha/René Ernaini Gertz/Valério Rohden (Hrsg.): Retratos de cooperação científica e cultural: 40 anos do Instituto Cultural Brasileiro-Alemão, EDIPUCRS, 1999, S. 117–122, deutsche Zusammenfassung auf S. 324, ISBN 85-7430-033-0